# Hahnsche Buchhandlung

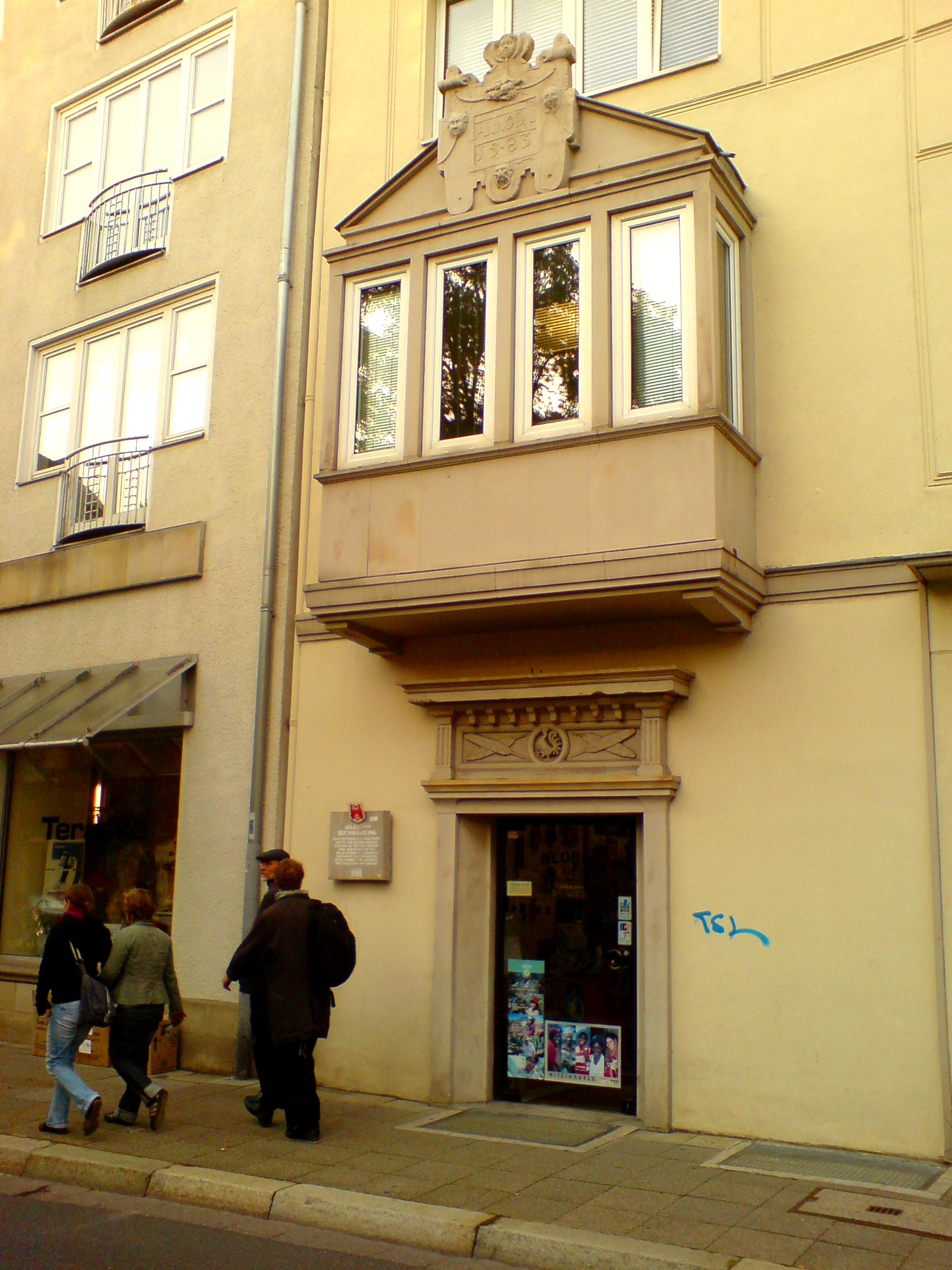
Siège de la maison d'édition (jusqu'en 2013) avec entrée reconstituée de l'ancienne boutique

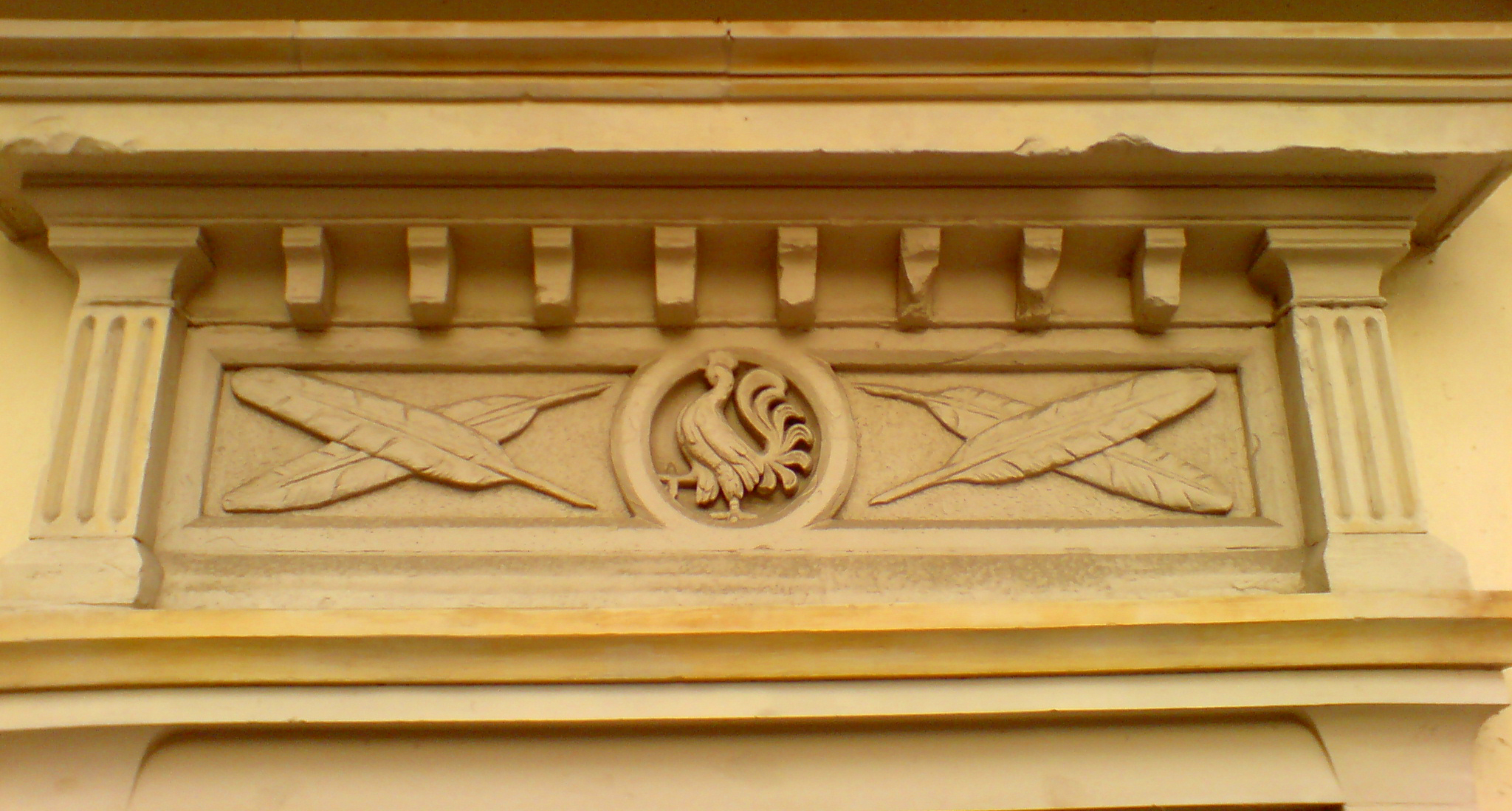
Rebord de porte avec coq et piquants

La Hahnsche Buchhandlung Verlagsgesellschaft mbH est une maison d'édition de Hanovre fondée en 1792 qui publie principalement des publications historiques. Jusqu'en 2013, le siège de la société mère se trouve dans la vieille ville de Hanovre, sur la Leinstraße, en diagonale en face de l'entrée du château de la Leine (de). L'entreprise est également librairie judiciaire de 1818 à 1873 En 2013, l'entreprise déménage à Peine. Le siège social de l'entreprise se trouve à Isernhagen depuis 2017

## Programme de publication
Bien que la librairie soit fermée aujourd'hui, la maison d'édition continue de publier principalement des ouvrages historiques, notamment les Hannoversche Geschichtsblätter et les Monumenta Germaniae Historica (jusqu'à fin 2014)

## Histoire
Le 25 septembre 1792, Heinrich Wilhelm Hahn l'Ancien (de) et son frère Bernhard Dietrich Hahn ouvrent une librairie d'assortiment et d'édition dans la Leinstraße sous le nom de Gebrüder Hahn. Au cours des années suivantes, les frères élargissent leur gamme en y ajoutant d'importants stocks de livres du 18e siècle et antérieurs, repris d'autres librairies :
- 1803 de la librairie Rittscher d'Hanovre[1] ; La même année, Friedrich Bernhard Culemann (de) travaille également pour Hahn[6] ;
- 1806 de la librairie Trampesche de Halle[1]
- 1810 de la librairie Caspar Fritsch de Leipzig. Un siège social supplémentaire est également créé à Leipzig

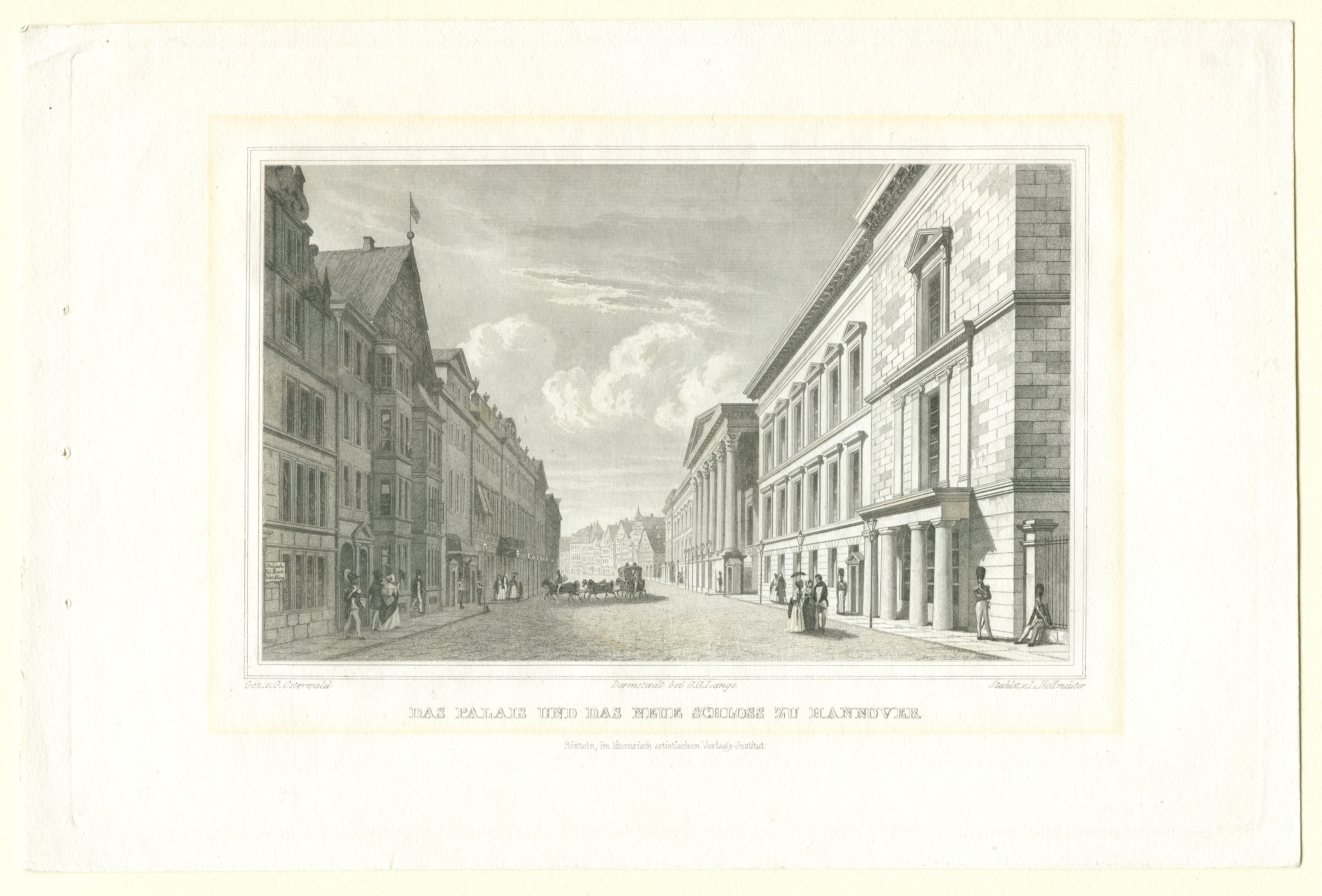
Avant 1858 : La librairie de la cour (à l'extrême gauche sur la photo) en face du, gravure sur acier d'après Georg Osterwald

À partir de 1815, l'entreprise publiae la nouvelle Bible de Luther de la Société biblique d'Hanovre et peut s'appeler « Hof-Buchhandlung » à partir de 1818. La même année – Bernhard Dietrich Hahn décède en 1818 – Heinrich Wilhelm Hahn le Jeune (de) entre à la librairie de la cour. À partir de 1831, il dirige d'abord le siège social d'Hanovre. En 1843, il reprend également l'entreprise de Leipzig de son jeune frère Heinrich Bernhard Hahn et dirige l'ensemble de l'entreprise.
À partir de 1826, l'entreprise acquiert une importance nationale grâce à la publication de la collection de sources médiévales, la Monumenta Germaniae Historica (MGH). Celle-ci est fondée par Heinrich Friedrich Karl vom und zum Stein et édité par Georg Heinrich Pertz. Pertz devient également directeur éditorial du Hannoversche Zeitung (de), publié par la librairie en 1832/33.
Après la mort de Hahn le Jeune, son gendre Carl von Thielen (né le 22 novembre 1822 à Hanovre et mort le 3 janvier 1905 à Rosenthal près de Peine, capitaine) et son fils Herbert Adolf Wilhelm von Thielen (né le 10 février 1855) reprennent l'entreprise. À partir de 1886, la direction de l'édition revient au petit-fils de Hahn le Jeune, qui la transfère à son nouveau partenaire Georg Schmidt (né le 28 août 1863 à Potsdam) en 1911. La partie de l'entreprise située à Leipzig a déjà été vendue à Franz Wagner en 1893. Au début du XXe siècle, le secteur de l'édition est réduit.
Le siège d'Hanovre est détruit lors des raids aériens sur Hanovre (de) pendant la Seconde Guerre mondiale en 1943 ; Après 1945, la librairie et la maison d'édition sont reconstruites à l'ancienne adresse de la Leinstrasse 32.

En 2013, la propriétaire de l'éditeur de l'époque, Elisabeth baronne von Schütz zu Holzhausen, transfère la maison d'édition à Peine. La maison d'édition Hahnsche Buchhandlung se réoriente depuis 2019. L'entreprise est désormais basée à Isernhagen et la direction est confiée à la directrice générale Olga Kurabtseva

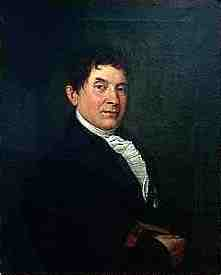
Fondateur de la maison d'édition Heinrich Wilhelm Hahn l'Ancien (de)
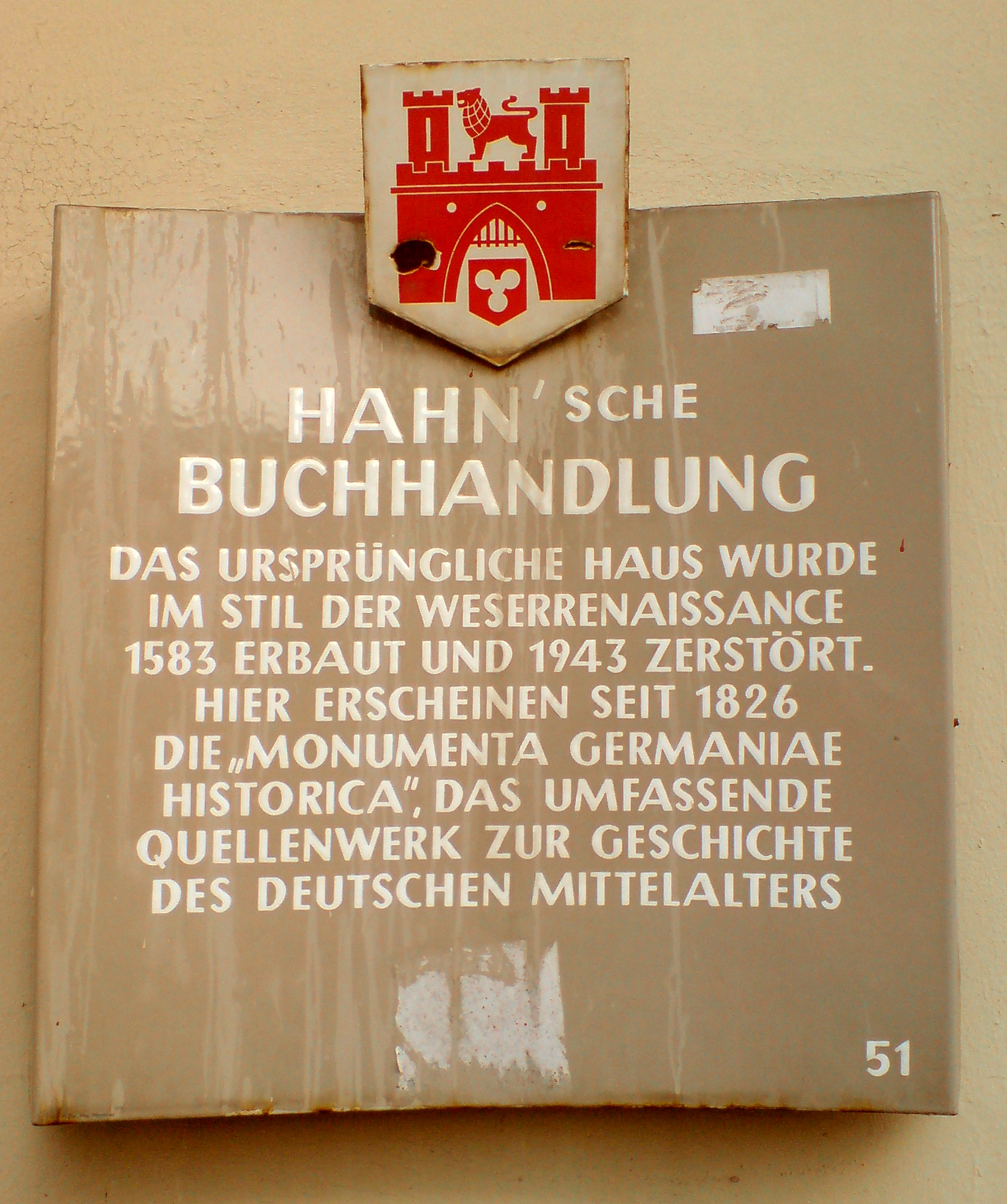
Située au 51 plaque municipale, la maison est construite en 1583 dans le style Renaissance de la Weser
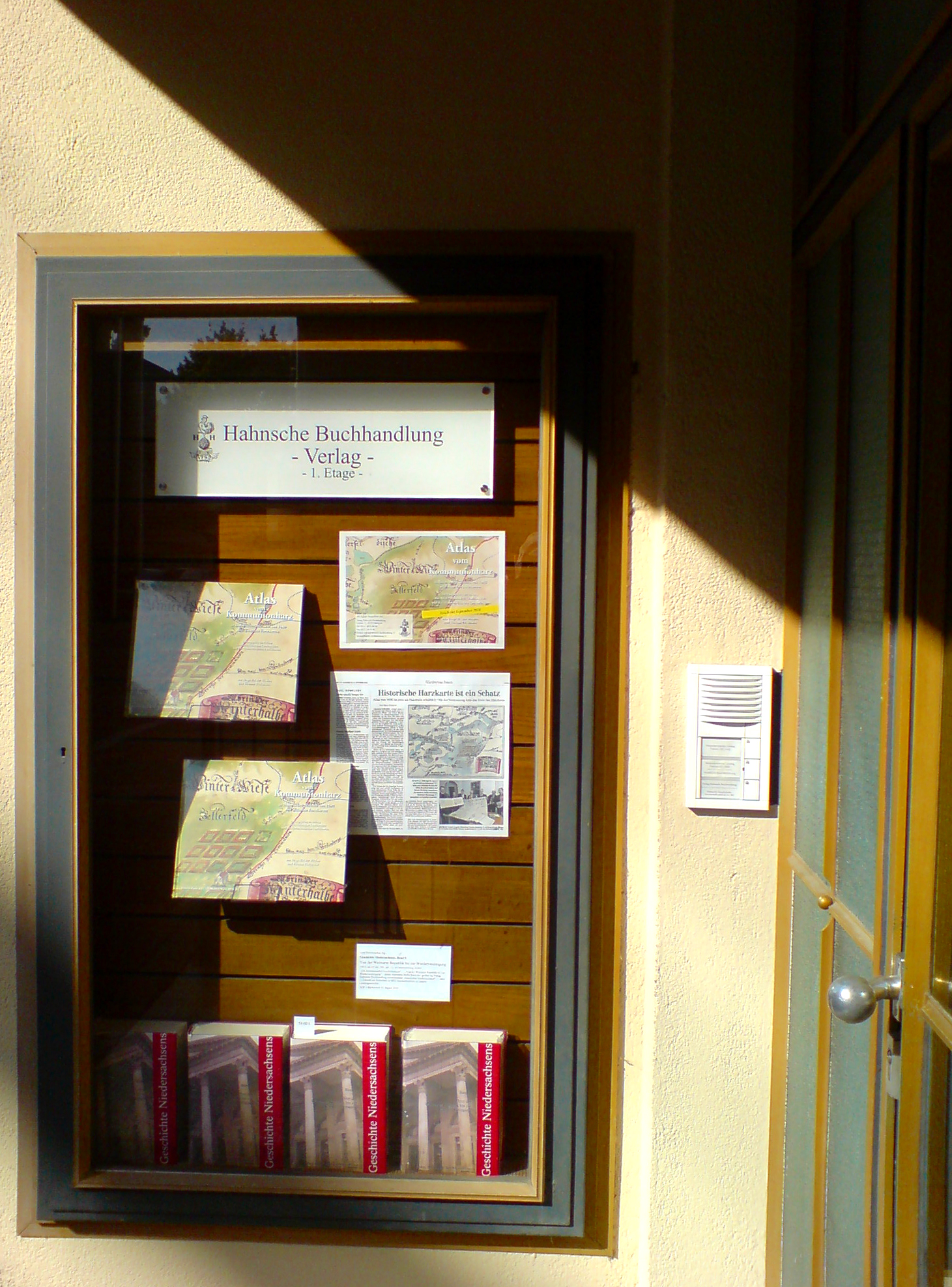
La vitrine de la maison d'édition (2010) avec de nouvelles versions